# Bjørkelangen Station
Bjørkelangen Station (Bjørkelangen stasjon) var en jernbanestation på Urskog–Hølandsbanen, der lå ved byområdet Bjørkelangen i Aurskog-Høland kommune i Norge.
Stationen åbnede 16. november 1896 sammen med den første del af banen fra Bingsfos. Oprindeligt hed den Bjerkelangen, men den skiftede navn til Bjørkelangen 15. december 1898. Samme dag blev banen forlænget til Skulerud. Banen havde hovedkontor og værksted i Bjørkelangen. Banen blev nedlagt 1. juli 1960.
Stationsbygningen blev ligesom på de andre stationer på banen tegnet og opført af Günther Schüssler. Den er et de få, der stadig står på sit oprindelige sted, længe efter at sporene er taget op. Den blev benyttet som forbillede, da der blev opført en stationsbygning for veteranbanen på Sørumsand Station i 1989. Veteranbanens kombinerede værksted og remise er ligeledes en kopi af den tilsvarende bygning i Bjørkelangen, der stadig står der. Bjørkelangens vandtårn står der også stadig, men drejeskiven er fjernet. Anlægget blev renoveret i 2009-2010. Stationsbygningen rummer i dag turistkontor, café og butik, og der er busstoppested udenfor.
I sin tid var der et sidespor fra til stationen til Eidsverket, kaldet Eidsverksporet, der krydsede Hølandselven på en 16 meter lang bro. Broen ligger der stadig (2017) men er nu gangbro.